# Gàlag de Rondo
El gàlag de Rondo (Paragalago rondoensis) és una espècie de primat de la família dels galàgids.
És endèmic de Tanzània, on viu en els boscos secs subtropicals o tropicals.
Està amenaçat per la pèrdua d'hàbitat i es troba dins la llista d'Els 25 primats més amenaçats del món.